# ジョエル・ラティボーディエル
ジョエル・オーウェン・ラティボーディエル（Joel Owen Latibeaudiere、2000年1月6日 - ）は、イングランド・ドンカスター出身、ジャマイカ代表のサッカー選手。スウォンジー・シティAFC所属。ポジションはDF。

## 経歴

### クラブ
ラティボーディエルが13歳のときにマンチェスター・シティFCの下部組織に加入し、2018年にトップチームに昇格した。しかし、昇格後すぐに右膝の十字靱帯を負傷し、長期間の離脱を余儀なくされた。
2019年9月2日、FCトゥウェンテに1シーズンのレンタルで移籍した。
2020年10月、スウォンジー・シティAFCに完全移籍。

### 代表
2022年5月25日、カタルーニャ代表との親善試合でジャマイカ代表として初出場。